# SN 1997ew
SN 1997ew – supernowa typu II/Ic odkryta 28 grudnia 1997 roku w galaktyce A082425+0349. W momencie odkrycia miała maksymalną jasność 23,90m.